# Holly Sampson

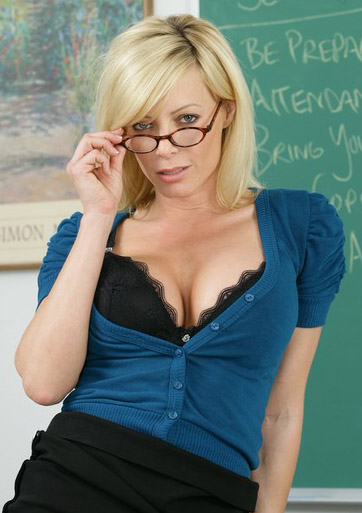
Holly Sampson

Holly Joy Sampson (* 4. September 1973 in Prescott, Arizona) ist eine US-amerikanische Pornodarstellerin und Schauspielerin.

## Karriere
Bereits als Teenager war Sampson schauspielerisch aktiv. So hatte sie 1989 einen Auftritt in der Serie Wunderbare Jahre. Es folgten Auftritte in jeweils einer Folge von My Two Dads und Matlock, sowie in dem Film Hart auf Sendung.
Ihre Karriere in der Pornobranche begann sie im Jahr 1998. Ab den späten 2000er Jahren trat sie verstärkt in Filmen des MILF-Genres auf.
Auch in Mainstreamfilmen war sie in diversen kleineren Rollen und Nebenrollen zu sehen. Unter anderem spielte sie in der Teenagerkomödie Pretty Cool eine Lehrerin und hatte 1998 in dem Film Gia – Preis der Schönheit einen Kurzauftritt. Weiterhin spielt sie in Erotikfilmen für den DVD-Markt und das Fernsehen mit. Insbesondere ihr Auftreten in Emmanuelle-Filmen machte sie bekannt.
Im Jahr 2009 erlangte sie im Zusammenhang mit Gerüchten über eine angebliche Affäre mit Golfprofi Tiger Woods internationale mediale Bekanntheit, was zu einem Anstieg der Verkaufszahlen ihrer Filme führte.

## Filmografie (Auswahl)
- 1998: Infinite Bliss
- 1998: Gia – Preis der Schönheit
- 1999: She Screams London
- 2000–2003: Emmanuelle 2000–Reihe
- 2003: Naughty Little Nymphs
- 2006: Pretty Cool
- 2008: MILF Date 3
- 2008: Come To Momma 3
- 2009: Cheating Housewives 6
- 2009: Suck It Dry 6
- 2009: Cheating Wives Tales 15
- 2009: How I Did a MILF
- 2009: CFNM Secret 1
- 2009: Naughty Blonde MILF Librarians
- 2010: Tiger’s Tail
- 2010: MILFs Like It Big 7
- 2011: Little Witches
- 2011: Lady Chatterly's Ghost